# Val Maroz
La Val Maroz (anche chiamata Val Marozzo in italiano) è una valle svizzera, laterale della Val Bregaglia. Si trova nella regione Maloja del Canton Grigioni, più precisamente nel comune di Bregaglia, ed è attraversata dal fiume Mera. Si trova nell'area delle Alpi Retiche occidentali, incuneandosi nei monti della catena Suretta-Stella-Duan.

## Monti
I monti principali che contornano la valle sono:
- Piz Muntiroi - 3057 m
- Gletschershorn - 3107 m
- Piz Duan - 3131 m